# Argument (taalkunde)
Een argument is in de taalkunde een zinsdeel dat onlosmakelijk is verbonden met een werkwoordsvorm, waar het een thematische relatie mee heeft. In de meeste talen zijn de twee belangrijkste argumenten het onderwerp en het lijdend voorwerp, de zogeheten kernargumenten. Ook het zogenaamde ondervindend voorwerp hoort ertoe. 

## Syntactische argumenten
Binnen één zin horen meestal verschillende argumenten bij hetzelfde werkwoord (meestal het hoofdwerkwoord). De precieze relatie die een bepaald argument met betrekking tot dit werkwoord heeft kan worden verduidelijkt hetzij door middel van naamvallen en adposities (in synthetische talen), hetzij door middel van vaste woordvolgordes (in analytische talen). 
Informatie met betrekking tot het argument zelf - dat wil zeggen zaken als geslacht, getal en persoon - kan ook op twee manieren worden weergegeven. In talen met dependensmarkering staat het argument zelf in een bepaalde vorm of naamval. In talen met hoofdmarkering wordt de betreffende informatie vervat in de vorm van het syntactische hoofd, in dit geval het werkwoord.

## Semantische argumenten
Terwijl syntactische argumenten altijd expliciet genoemd worden in een zin, hoeft dat voor semantische argumenten niet het geval te zijn. De zin Hij legde het boek op tafel heeft 3 syntactische argumenten: het onderwerp (Hij), het lijdend voorwerp (het boek) en de bijwoordelijke bepaling van plaats (op tafel). De Japanse zin Kare ga hon o oita betekent letterlijk "Hij legde het boek". Deze zin is in het Japans aanvaardbaar omdat hij 2 syntactische argumenten en 1 semantisch argument bevat.

## Passivisering
Door middel van passivisering kan het ene syntactische argument worden vervangen door het andere. Het semantische argument blijft dan echter hetzelfde. Bijvoorbeeld in de zinnen:
- Hij sloeg haar het ziekenhuis in.
- Zij werd door hem het ziekenhuis in geslagen.

Beide zinnen bevatten drie syntactische argumenten: het onderwerp, het lijdend voorwerp en de plaatsbepaling in de eerste zin, en het onderwerp, handelend voorwerp en de plaatsbepaling in de tweede zin.